# Slieve League SAC
Slieve League SAC este o arie protejată (arie specială de conservare — SAC, sit de importanță comunitară — SCI) din Irlanda întinsă pe o suprafață de 4.013,79 ha, integral pe uscat.

## Localizare
Centrul sitului Slieve League SAC este situat la coordonatele 54°39′43″N 8°43′35″W / 54.661935°N 8.72637°V.

## Înființare
Situl Slieve League SAC a fost declarat sit de importanță comunitară în ianuarie 2002 pentru a proteja 7 specii de animale. Situl a fost protejat și ca arie specială de conservare în decembrie 2021.

## Biodiversitate
Situată în ecoregiunea atlantică, aria protejată conține 10 habitate naturale: Recifuri, Faleze cu vegetație de pe coastele atlantice și baltice, Pajiști umede nord-atlantice cu Erica tetralix, Pajiști uscate europene, Pajiști alpine și boreale, Liziere de ierburi înalte hidrofile de câmpie și de nivel montan până la alpin, Turbării de acoperire (* exclusiv pentru turbării active), Grohotișuri silicioase de la nivelul montan până la nivelul zăpezii (Androsacetalia alpinae și Galeopsietalia ladani), Pante stâncoase calcaroase cu vegetație casmofită, Pante stâncoase silicioase cu vegetație casmofită.
La baza desemnării sitului se află mai multe specii protejate de  păsări (7): Anser albifrons flavirostris, Branta leucopsis, șoim călător (Falco peregrinus), Fulmarus glacialis, cormoran mare (Phalacrocorax carbo), Pyrrhocorax pyrrhocorax, Rissa tridactyla.
Pe lângă speciile protejate, pe teritoriul sitului au mai fost identificate 20 de specii de plante, 2 specii de păsări, 3 specii de nevertebrate.